# Alpine Club
O Clube alpino inglês, que também é conhecido unicamente por Alpine Club, é o mais antigo clube de montanhismo do mundo, e foi criado em Londres em 1857, principalmente com o objectivo de promover o alpinismo.

## Missão
Os objectivos estão claramente definidos no "First circular concerning the Alpine Club" de 1857, nos quais se apoia a associação em vias de preparar excursões para conquistar montanhas mais difíceis .

## História
Desde há alguns anos muito activos nas primeiras ascensões nos Alpes franceses e suíços, foi assim criado um verdadeiro Gentlemen's club dedicado a apoiar as expedições alpinas.
Recentemente foi editado de  George Band com o título Summit: 150 Years of the Alpine Club que traça a vida do "Alpine Club" .
O Alpine Journal é o título do periódico editada pelo CAI e o mais antigo jornal sobre a montanha do mundo.

## CAA
Este clube é um dos membros dos Clubes do Arco Alpino (CAA) que  foi fundado a 18 de Novembro de 1995 em Schaan no Liechtenstein.